# 黄海海戦 (日清戦争)
黄海海戦（こうかいかいせん、ホワンハイかいせん）は、1894年（明治27年）9月17日に日本海軍連合艦隊と清国海軍北洋艦隊の間で戦われた海戦。鴨緑江海戦とも呼ばれる。近代的な装甲艦（定遠・鎮遠）が投入された最初の戦いとしても知られる。この海戦の結果、清国海軍は大損害を受けて制海権を失い、無力化された。

## 概要

### 海戦前の動き

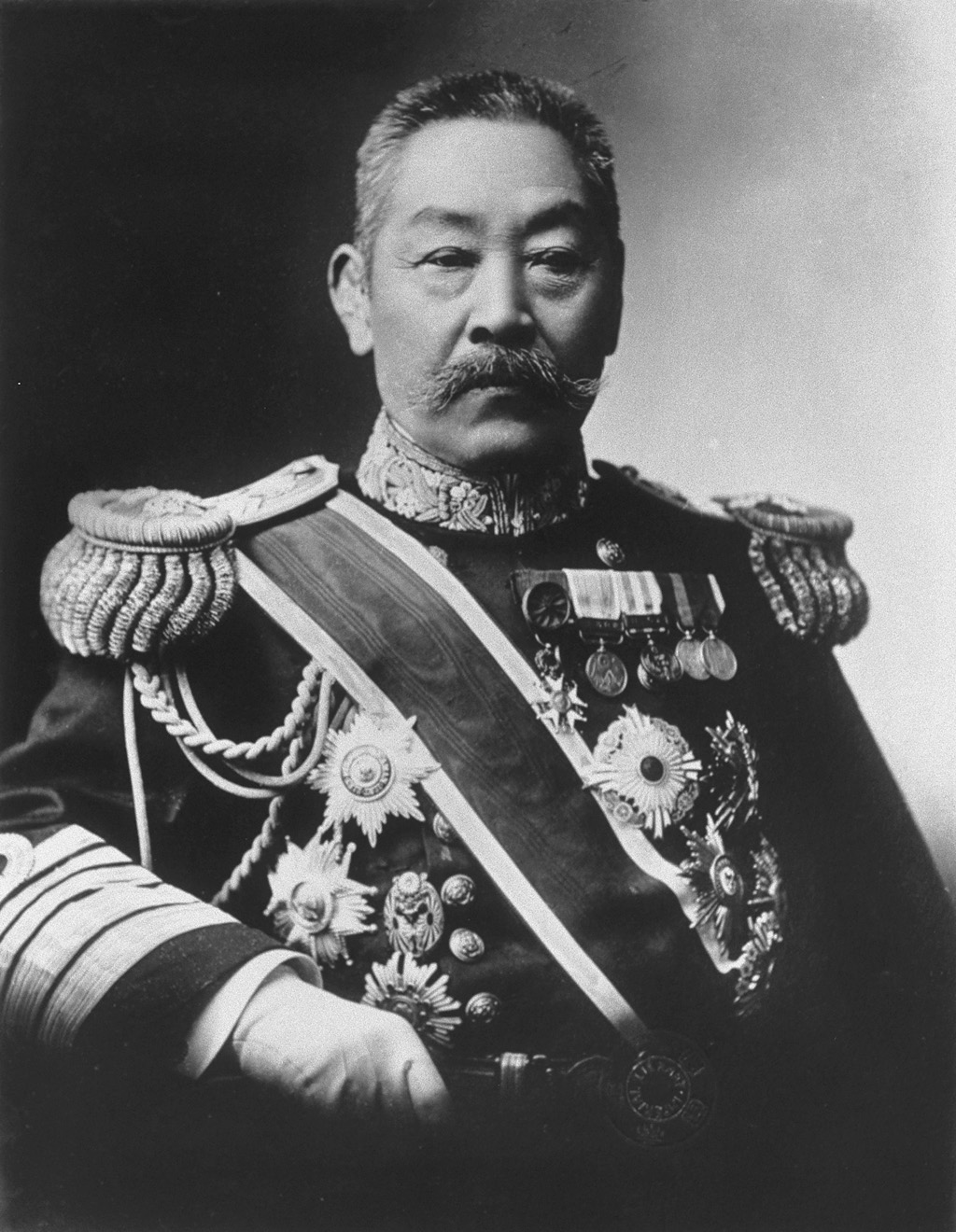
連合艦隊司令長官伊東祐亨

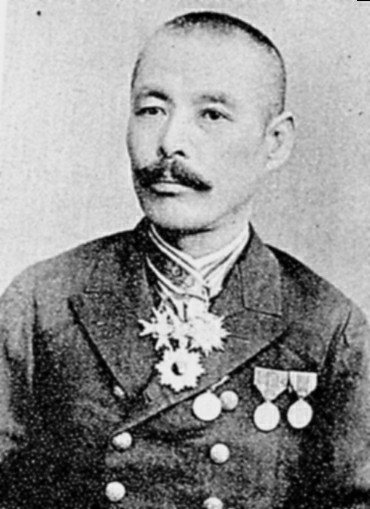
第一遊撃隊司令官坪井航三

大本営の「作戦大方針」では、海軍が清の北洋艦隊掃討と制海権掌握を担うとされていた。しかし、持久戦と西洋列強の介入で講和に持ち込みたい李鴻章は、北洋艦隊の丁汝昌提督に対し、近海防御と戦力温存を指示していた。そのため、海軍軍令部長樺山資紀中将が仮装巡洋艦「西京丸」で最前線の黄海まで偵察にでるなどしたが、艦隊決戦の機会にめぐまれなかった。

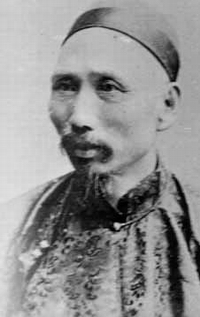
清国北洋艦隊提督丁汝昌

1894（明治27）年9月16日1時ごろ、北洋艦隊は、陸兵4,000人が分乗する輸送船5隻を護衛するため大連湾を出港し、大狐山での陸兵上陸を支援した。
仮根拠地（朝鮮半島最西端の長山串（チョッペク岬）の北東）に停泊していた連合艦隊本隊と第一遊撃隊は北洋艦隊出撃の情報を得て艦隊決戦を目指し、17時頃出港し海洋島へ針路をとる。これに砲艦「赤城」および「西京丸」が随伴するが赤城は浅吃水を利して沿岸、島嶼を捜索するため、また西京丸は軍令部部長樺山資紀、同参謀長伊集院五郎中佐らを乗せて諸般の状況観察のためだった。
北洋艦隊は、翌17日午前から大狐山沖合で訓練をしたが、午前10時すぎ、北洋艦隊は索敵中の連合艦隊と遭遇した（両艦隊とも煙で発見）。
連合艦隊は、第一遊撃隊司令官坪井航三少将率いる4隻が前に（旗艦「吉野」「高千穂」「秋津洲」「浪速」の順）、連合艦隊司令長官伊東祐亨中将ひきいる本隊6隻（旗艦「松島」「千代田」「厳島」「橋立」「比叡」「扶桑」の順）が後ろになる単縦陣をとっていた。（ほかの2隻、樺山軍令部長を乗せた「西京丸」と「赤城」は本隊後方の西寄りを追従。予定と異なり戦闘に巻き込まれた）。
一方の北洋艦隊の丁汝昌提督はリッサ海戦においてヴィルヘルム・フォン・テゲトフ提督が用いた横列陣にして日本艦隊を迎え撃った。（艦隊右翼より「楊威」「超勇」「靖遠」「来遠」「鎮遠」旗艦「定遠」「経遠」「致遠」「広甲」「済遠」。この他に北東遠方に遊弋していた別働隊「平遠」「広丙」「福龍」「水雷艇第一号」がいた）

### 海戦(12時52分～13時)

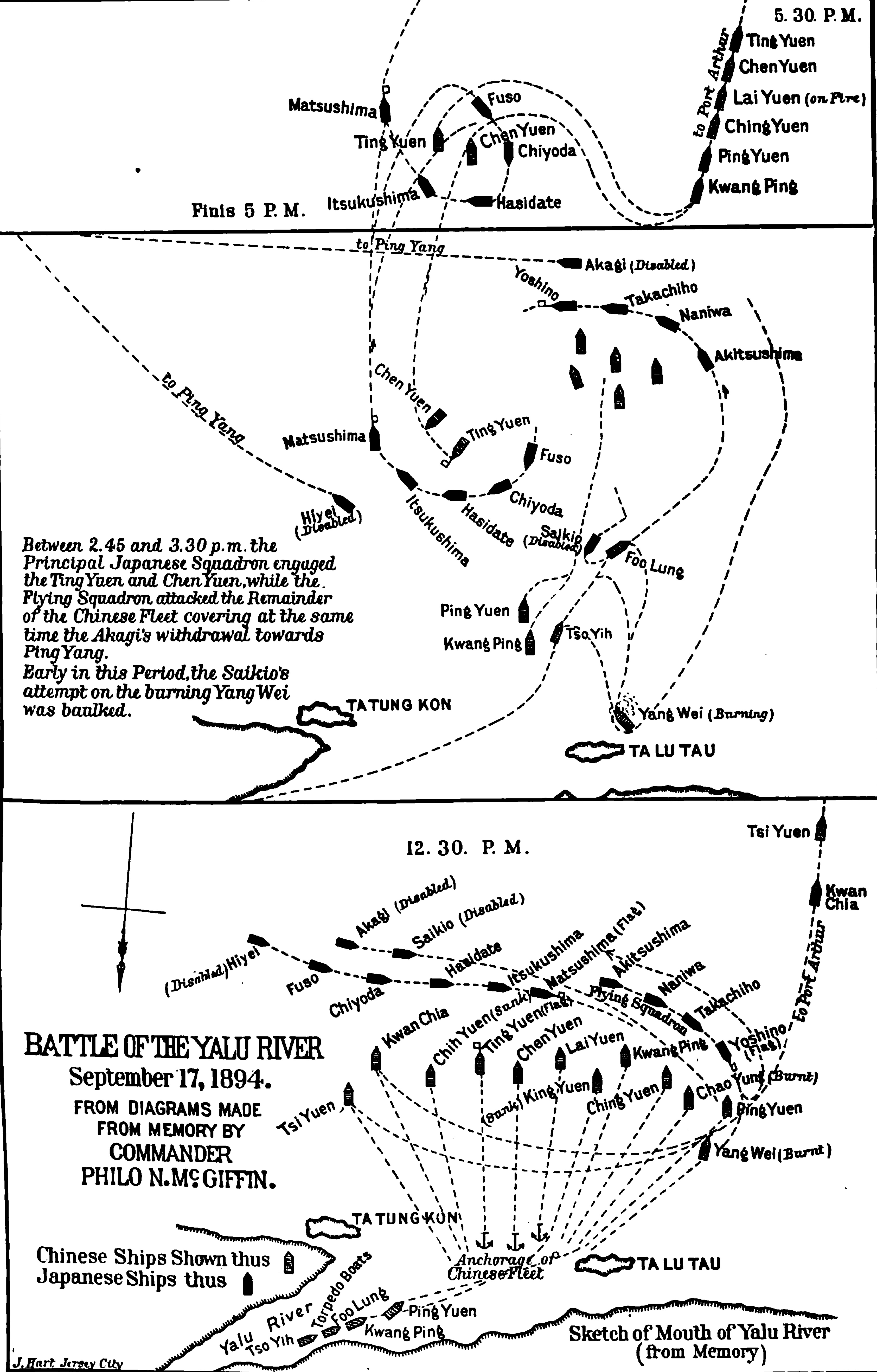
海戦時の両艦隊の航跡図

12時52分、旗艦「松島」が「定遠」に対して発砲する。対する北洋艦隊は第一遊撃隊に対して射撃を開始する。第一遊撃隊は発砲せずに接近し12時55分、敵最右翼の２隻「揚威」「超勇」に対し砲撃を開始する。
北洋艦隊は連合艦隊本隊に対して衝角戦に持ち込むべく接近を試みるが、速力で勝る日本海軍に取り付くことが出来ず本隊と第一遊撃隊の連携による十字砲火を浴びてしまう。13時5分、集中砲火を浴びた「超勇」で火災が発生し30分後に沈没、「揚威」も損傷により避退中に大鹿島南方で座礁して失われる。
13時6分、別行動をとっていた「平遠」「広丙」他が参戦を図り南下する。この頃より日本側にも損害が出はじめ第一遊撃隊は敵の右翼端を撃破するも本隊の続航を待って12ノットに減速している間に「吉野」が右舷後甲板に被弾、集積の弾薬が誘爆して火災が発生した他、本隊も「松島」が15センチ弾を受けるなど各艦に被害が出始める。
13時14分、第一遊撃隊が敵と離れたので射撃を一時中止した頃、本隊後方のコルベット艦「比叡」が劣速のため先航の「橋立」と離れてしまう。敵中に孤立しかけた比叡を撃沈すべく「定遠」「来遠」は衝角攻撃を試みるが「比叡」艦長桜井規矩之左右の決断で「定遠」「来遠」の間を航過する敵中突破を行う。多数被弾しつつも敵陣突破に成功すると「定遠」「来遠」は最後尾の装甲コルベット艦「扶桑」に目標を変更して再度衝角攻撃を試みる。
13時20分、第一遊撃隊は左舷に16点回頭して北西に向かい、北方より接近する敵の別働隊を牽制する。本隊では衝角攻撃を仕掛けられた「扶桑」はこれを左舷にかわすことに成功する。ところがこの結果、本隊に続行していた「西京丸」と「赤城」が敵艦隊の正面に孤立してしまう。西京丸を救うべく「赤城」が北洋艦隊との間に躍り出るが猛射を受け、艦橋に１弾が命中して艦長坂元八郎太少佐が戦死する。以後は佐藤鉄太郎航海長が指揮を引継ぎ、機砲で800mに近づいた「来遠」艦上を掃射し損害を与える。
13時30分、東航して時計回りに北洋艦隊の背後を襲おうとした伊東司令長官は第一遊撃隊を召還する。第一遊撃隊は左舷に16点回頭して15ノットに増速、南航して本隊と並航を図るも届かずやむなく本隊に続航する。

### 海戦(14時～17時)
14時、損害のため本隊と行動が取れなくなった「比叡」が「本艦火災ノタメ列外ヘ出ル」と信号し東北方に航進する。

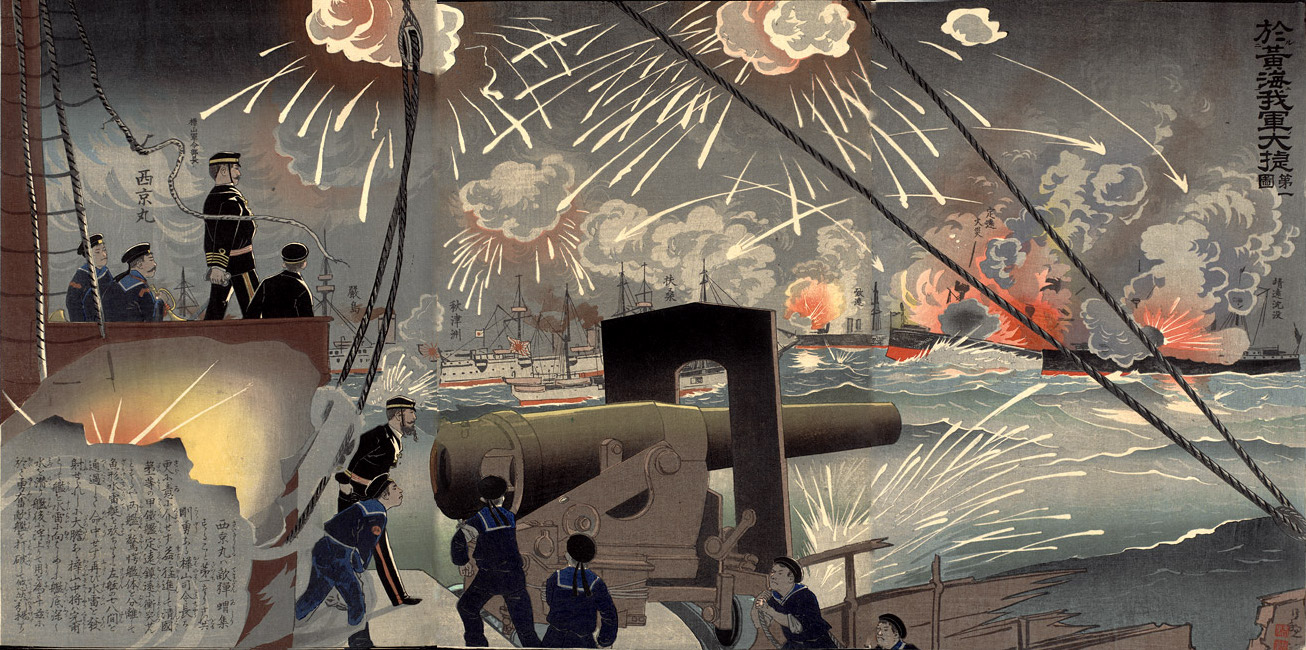
黄海海戦を描いた浮世絵（「於黄海我軍大捷 第一図」画：小林清親）

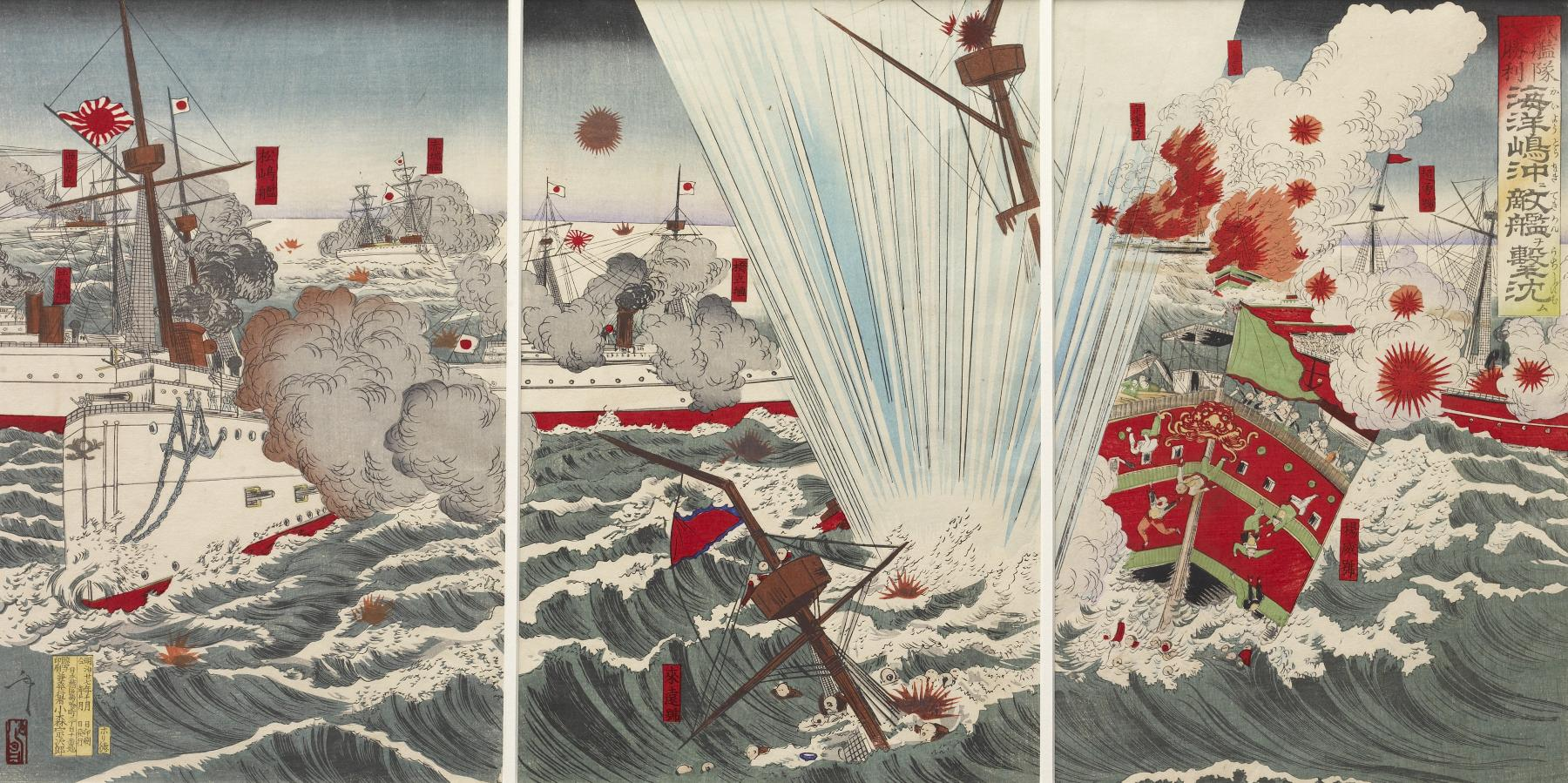
中国艦隊を攻撃する松島を描いた浮世絵（画：春斎年昌、出版：小森宗次郎）

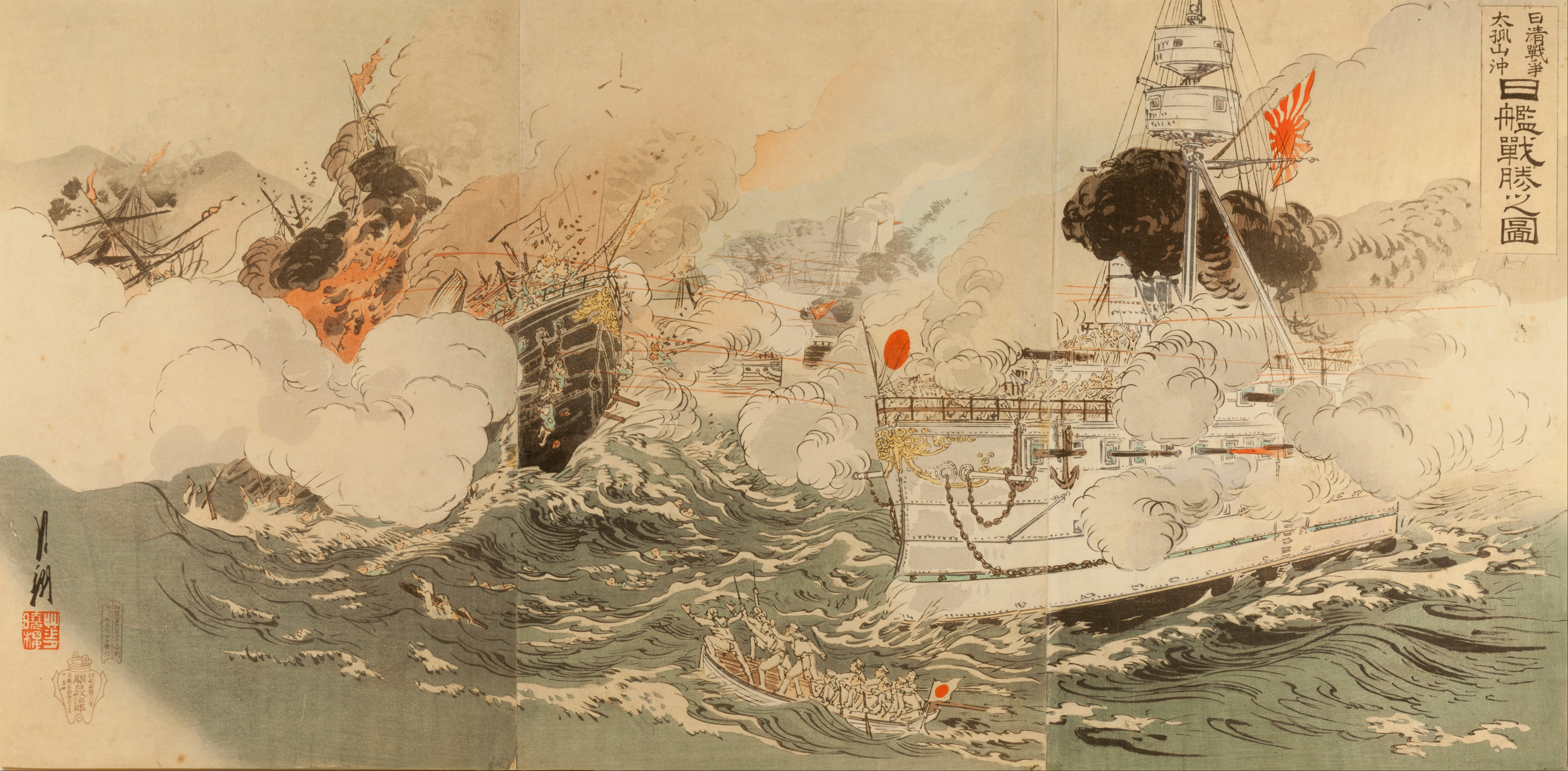
黄海海戦を描いた浮世絵（画：尾形月耕）

14時15分、「西京丸」より「比叡、赤城危険」との信号を受け14時20分、第一遊撃隊は左舷に16点回頭、北航ないし西航して「比叡」「赤城」の救援に向かう。その頃「赤城」は追尾してくる「来遠」に命中弾を与え虎口を脱する。「西京丸」も舵機蒸気管に被弾し「舵機故障」と信号。これを見た「平遠」「広丙」「福龍」などの南下してきた北洋艦隊の別動隊が「西京丸」攻撃に向かう。
14時30分、第一遊撃隊は西航しつつ敵艦隊に射撃を開始する。「浪速」が「西京丸」を避けるため暫時停止したのを見て「定遠」「鎮遠」他が「浪速」に接近を図る。
14時40分、「西京丸」は接近した「福龍」から魚雷攻撃を受けるも2本をかわし、3本目は船底を通過し損害は無かった。漸く救援に到着した第一遊撃隊は「比叡」「赤城」「西京丸」の安全を確認、敵艦隊の西方を南航の後、左舷に16点回頭、敵の背後を衝く。
15時10分頃、本隊は東航して敵艦隊の東方に回り込み、「定遠」「鎮遠」を集中射撃。第一遊撃隊も右舷に8点回頭、距離3,700mで本隊と共に敵艦隊を挟撃、十字砲火を浴びせる。「定遠」「鎮遠」「致遠」「靖遠」で火災が発生、隊形が大いに乱れる。この時「済遠」と「広甲」が戦場から遁走し、旅順に帰還してしまう。近代の海戦において唯一の軍艦敵前逃亡事件である。「済遠」の艦長、方伯謙は、後で斬首に処された。（「広甲」は逃走中に座礁して放棄される)
15時30分、「鎮遠」の30.5cm砲弾が「松島」の左舷4番12cm砲郭を直撃し、集積の装薬が誘爆、第一分隊長の志摩清直大尉を含む28名が戦死し、「松島」は大破する。「松島」乗組員の三浦虎次郎三等水兵が重傷を負いつつも、「まだ沈まずや定遠は」と向山慎吉副長に尋ね、向山が「戦い難く成し果てき」と答えた、というエピソードはこの時のものである。
また「致遠」は北洋艦隊と分離し単艦で本隊へ突入するが集中砲撃を受け一弾が喫水線下に命中、浸水が発生する。それでも「致遠」は浪速に衝角戦を仕掛けるべく突入を続けるが第一遊撃隊の集中砲火を受けて沈没した。
16時7分、「松島」は火災が鎮火するも旗艦機能を喪失。伊東司令長官は不関旗を掲揚。これを見た本隊の他の艦艇は旗艦援護の為周辺に集結する。一方の第一遊撃隊は「経遠」他を追って北上。北洋艦隊は四分五裂となり「定遠」「鎮遠」を残して北西に退却する（「定遠」「鎮遠」も17時40分頃より旅順目指して退却を開始する）。
16時48分、「吉野」は「経遠」に対して射撃を開始。「経遠」は大火災となり17時29分に艦首より沈没した。第一遊撃隊は更に追撃戦をかけんとしたが本隊からの本隊復帰命令を受けて反転する。
連合艦隊が部隊の再集結・損傷艦の本国帰還・旗艦の「松島」から「橋立」への変更などの再編をしている間に北洋艦隊は旅順港へ帰還することに成功する。
連合艦隊は翌18日に再度北上し敵艦隊との再接触を図るが叶わず19日の8時に仮根拠地に帰投する。

### 海戦後

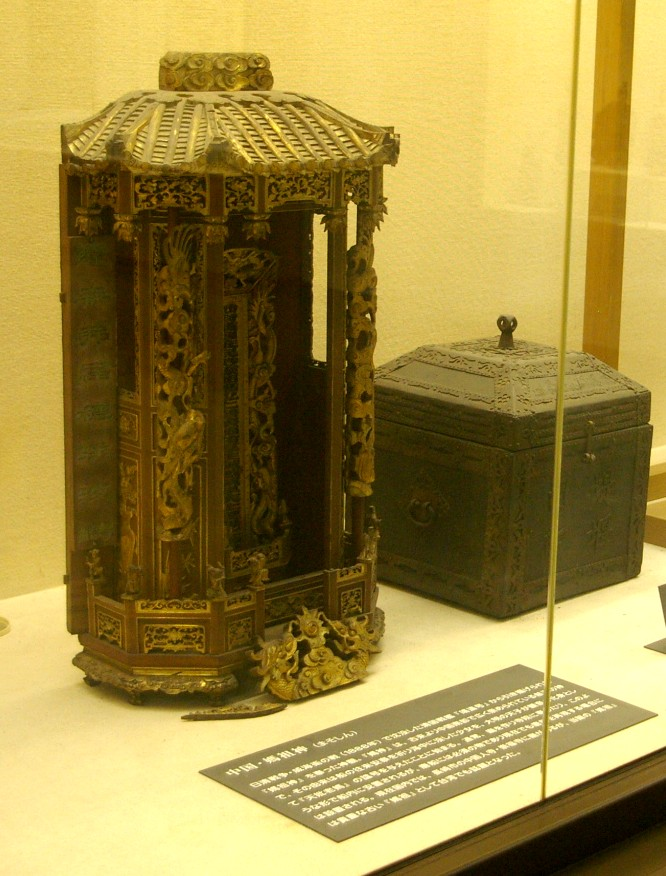
清国「靖遠」神符
元寇史料館所蔵

このあと、旅順港に逃げた北洋艦隊は陸側から旅順を攻囲される形勢となり、更にそこを撤退し威海衛に逃げ込んだ。しかし水雷艇による攻撃と地上からの攻撃とを受け全軍降伏した。これにより日本が制海権をほぼ掌握した事で大陸への派兵が円滑に進むようになり以後の作戦行動が順調に進むようになった。
戦術面ではこの海戦で示された単縦陣による速射砲を主体とした砲撃戦術の有効性が世界に広まり、海戦の基本として定着した。日本海軍では高速・速射主体の部隊(第一遊撃隊)と低速・重火力主体の部隊(連合艦隊本隊)とに分けて運用する形がこの海戦以降基本形となり海軍が消滅する1945年まで受け継がれた。海外でも第一次世界大戦で英独両国が戦艦部隊と高速の巡洋戦艦部隊とに分けて運用したりするなど、その影響がうかがえる。

## 参加艦艇

### 日本
- 連合艦隊本隊（司令長官：伊東祐亨中将、同参謀長：鮫島員規大佐、参謀：島村速雄少佐心得)
  - 松島型防護巡洋艦:松島（旗艦、艦長：尾本知道大佐）、厳島（艦長：横尾道昱大佐）、橋立（艦長：日高壮之丞大佐）
  - 千代田型防護巡洋艦:千代田（艦長：内田正敏大佐）
  - 扶桑型装甲艦:扶桑（艦長：新井有貫大佐）
  - コルベット艦:比叡（艦長心得：桜井規矩之左右少佐）

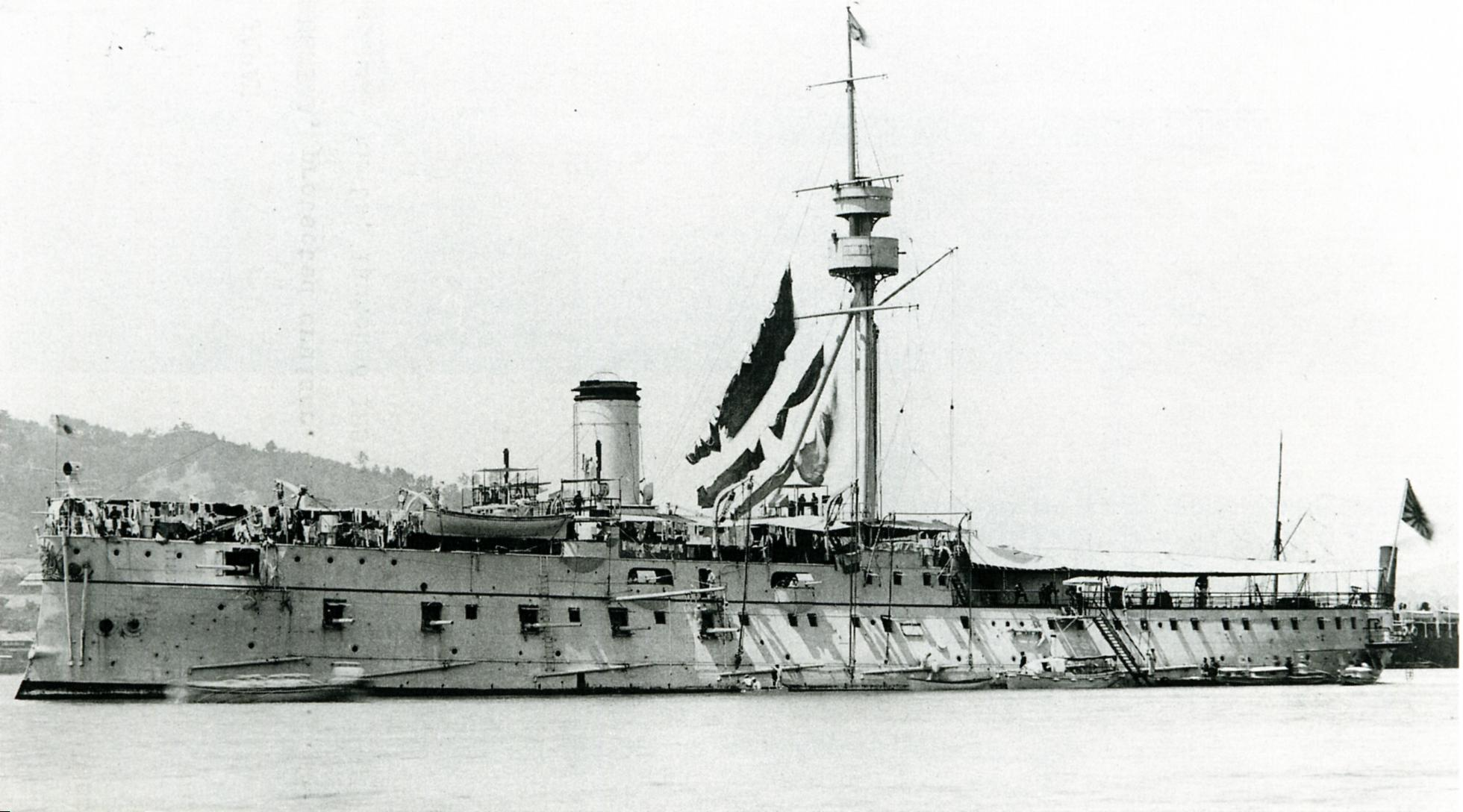
連合艦隊旗艦松島
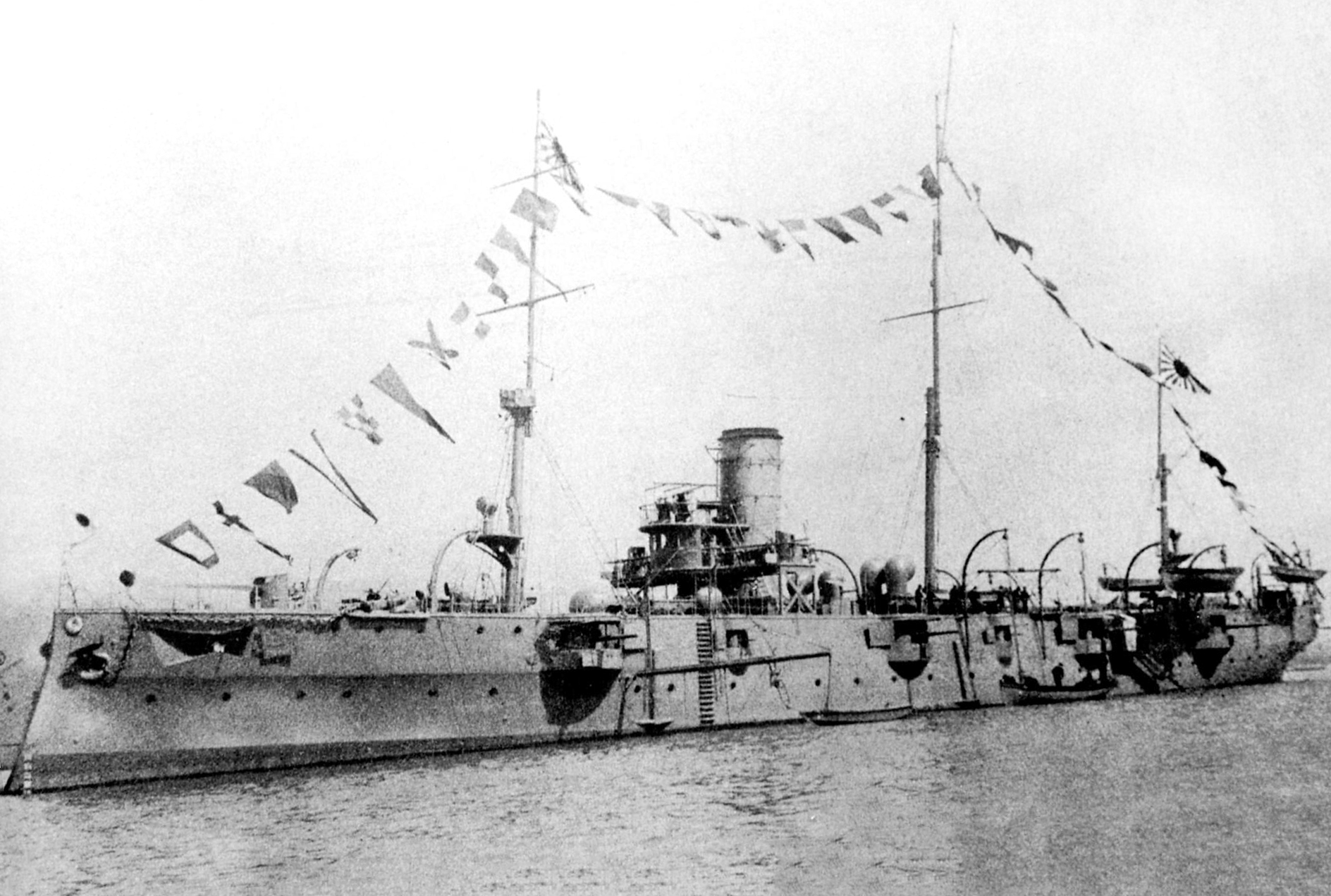
千代田
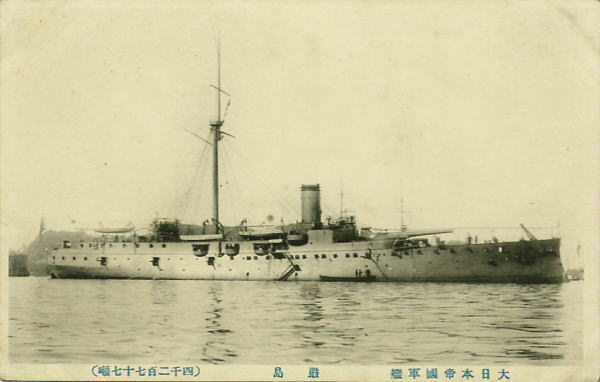
厳島
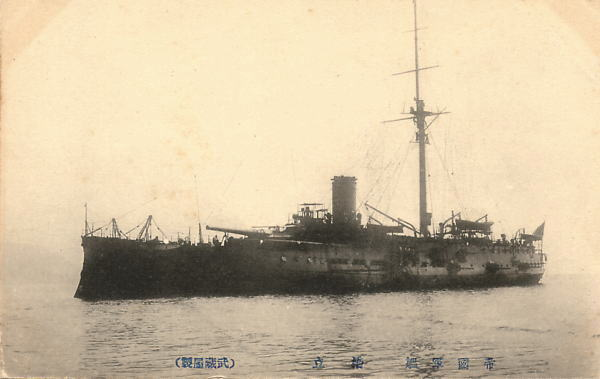
橋立
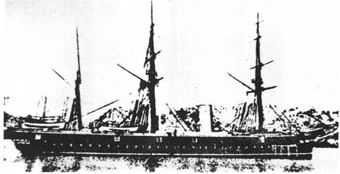
比叡
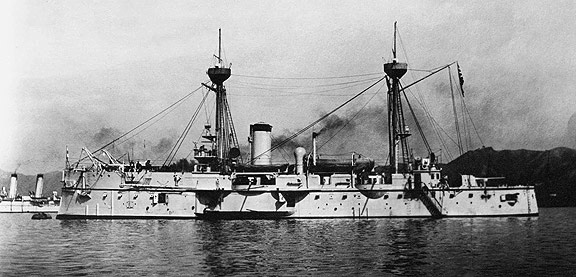
扶桑

- 第一遊撃隊（司令官：坪井航三海軍少将、参謀：中村静嘉大尉　釜屋忠道大尉)
  - 浪速型防護巡洋艦:浪速（艦長：東郷平八郎大佐）、高千穂(艦長：野村貞大佐)
  - 吉野型防護巡洋艦:吉野（旗艦、艦長：河原要一大佐）
  - 秋津洲型防護巡洋艦:秋津洲（艦長心得：上村彦之丞少佐）、

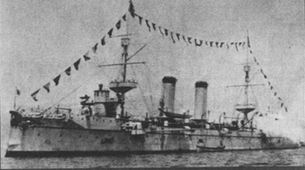
第一遊撃隊旗艦吉野
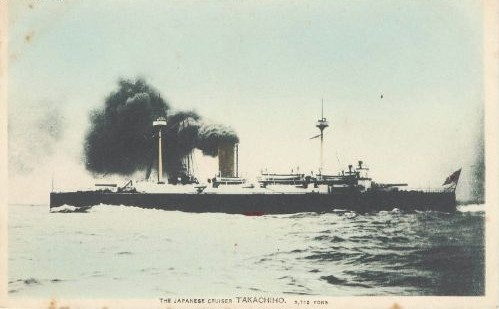
高千穂
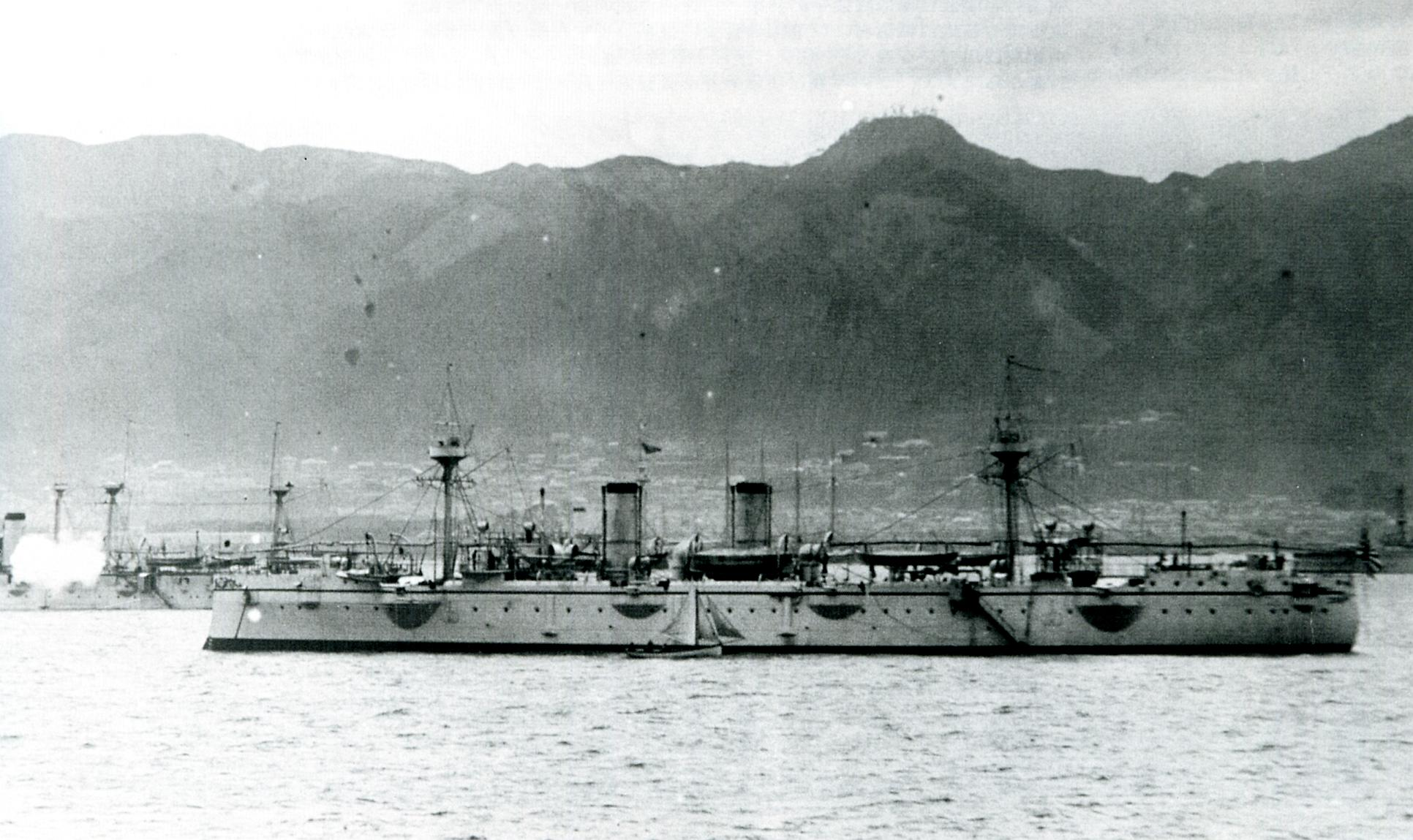
秋津洲
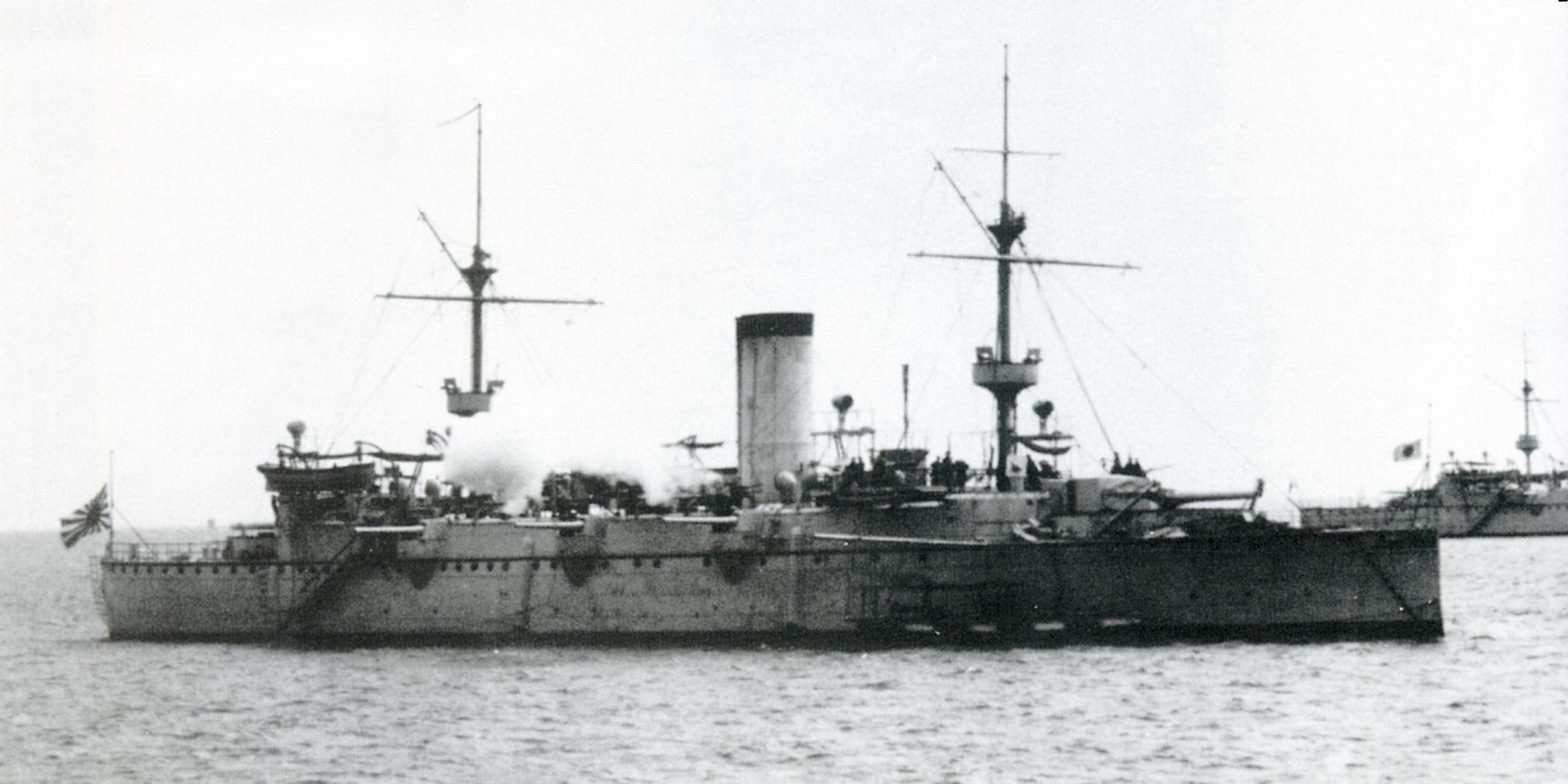
浪速

- 別働隊（海軍軍令部長：樺山資紀中将、同参謀長：伊集院五郎中佐が西京丸に督戦のため乗船 ）
  - 摩耶型砲艦:赤城（艦長：坂元八郎太少佐）
  - 特設砲艦:西京丸（艦長：鹿野勇之進少佐）

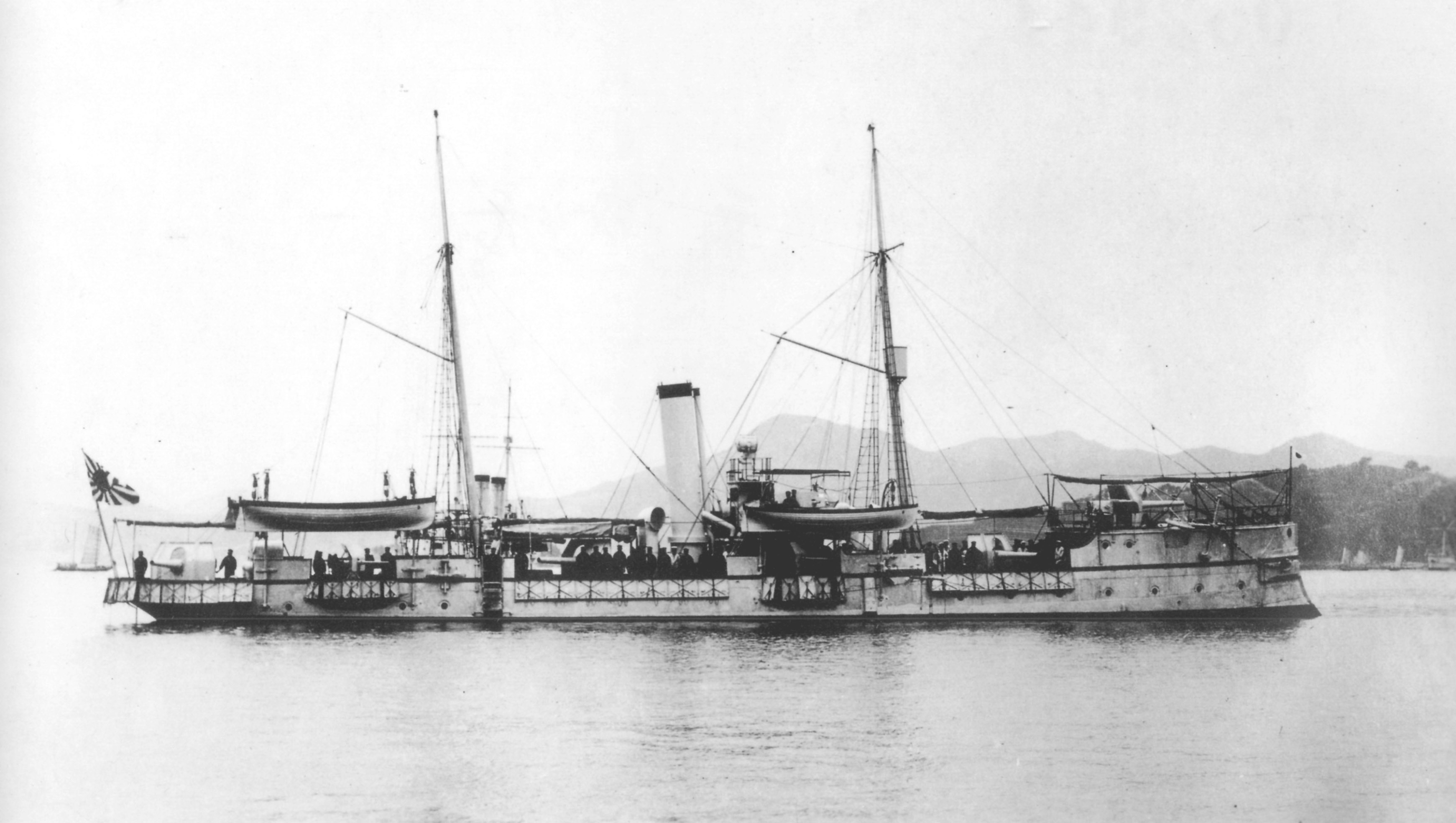
赤城
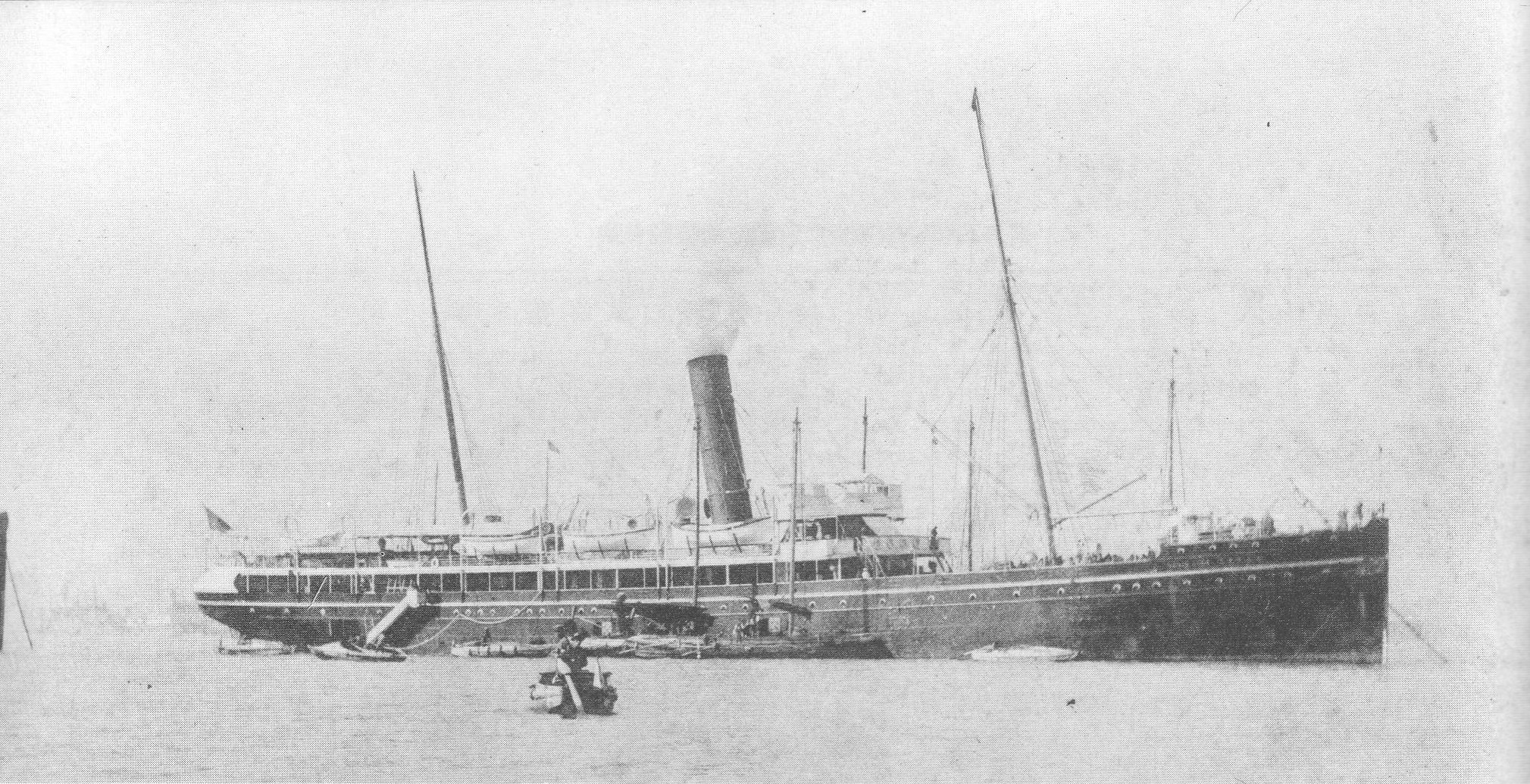
西京丸

### 清国

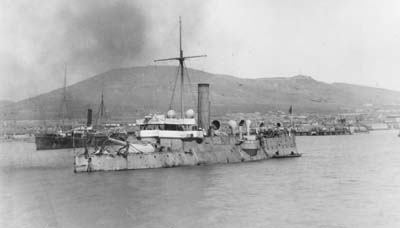
平遠
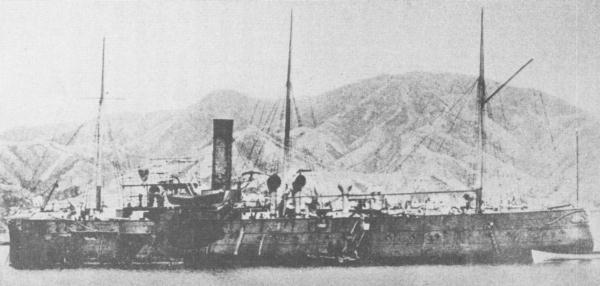
広丙
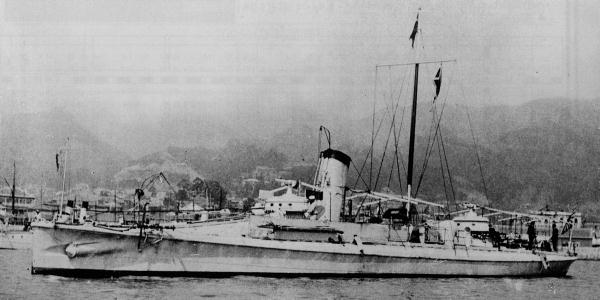
福龍

北洋艦隊（提督：丁汝昌)
- 中央隊
  - 戦艦:定遠（旗艦、菅帯[艦長の意]：劉歩蟾）、鎮遠（菅帯：林泰曽）

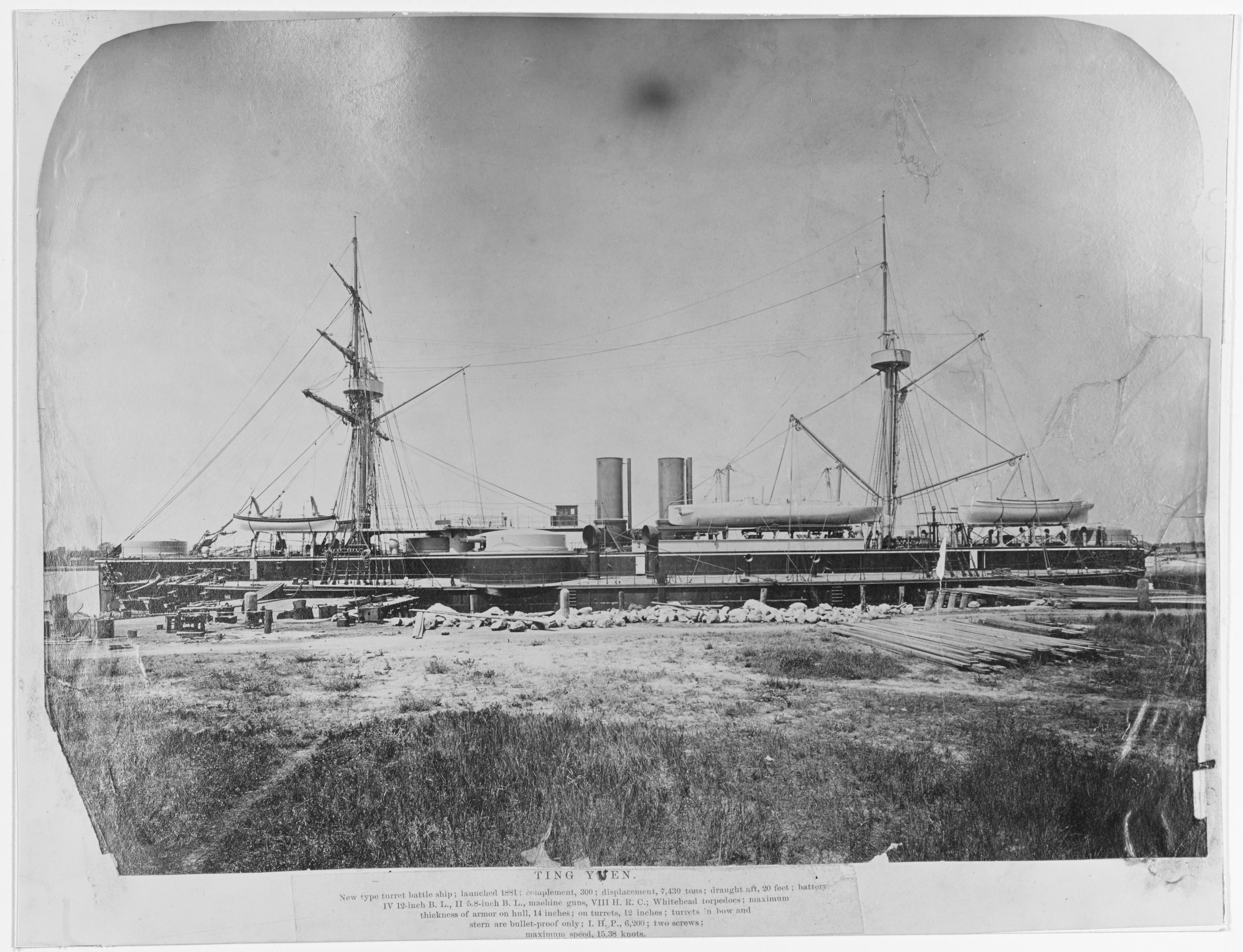
北洋艦隊旗艦定遠
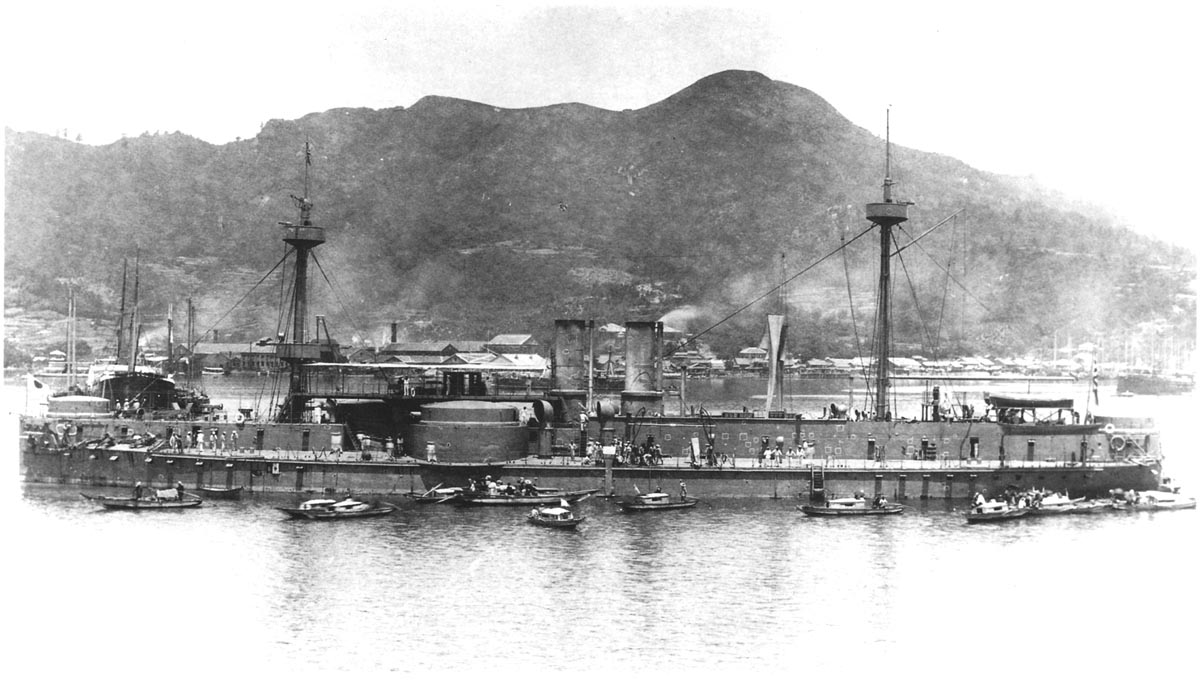
鎮遠

- 右翼隊
  - 防護巡洋艦:揚威（菅帯：林履中）、超勇（菅帯：黄建勲）、靖遠（菅帯：葉祖珪）
  - 装甲巡洋艦:経遠（菅帯：林永升）

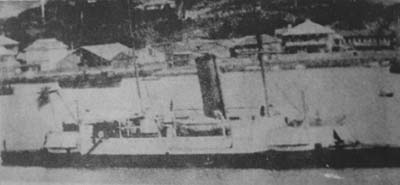
超勇
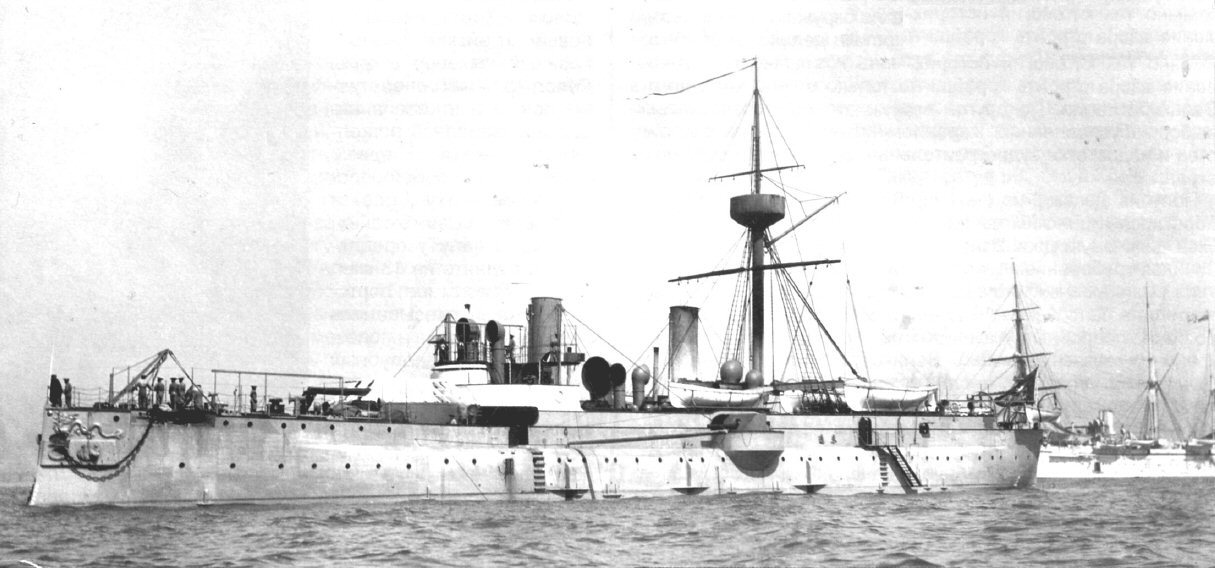
経遠

- 左翼隊
  - 装甲巡洋艦:来遠（菅帯：丘宝仁）
  - 防護巡洋艦:致遠（菅帯：鄧世昌)、済遠（菅帯：方伯謙）
  - 巡洋艦:広甲（菅帯：呉敬栄）

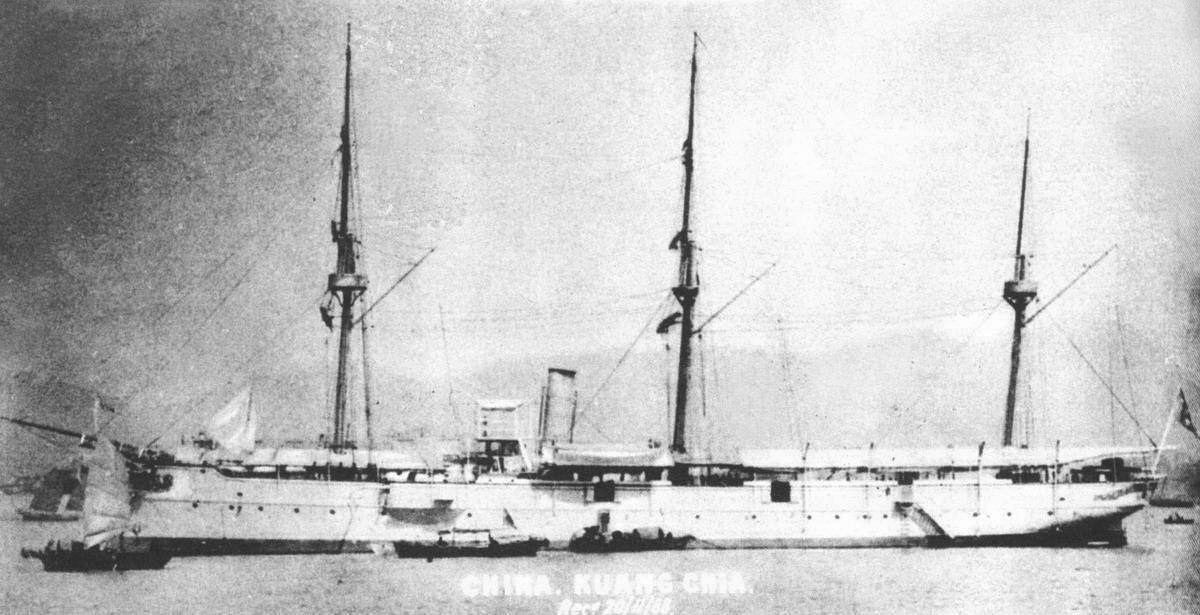
広甲
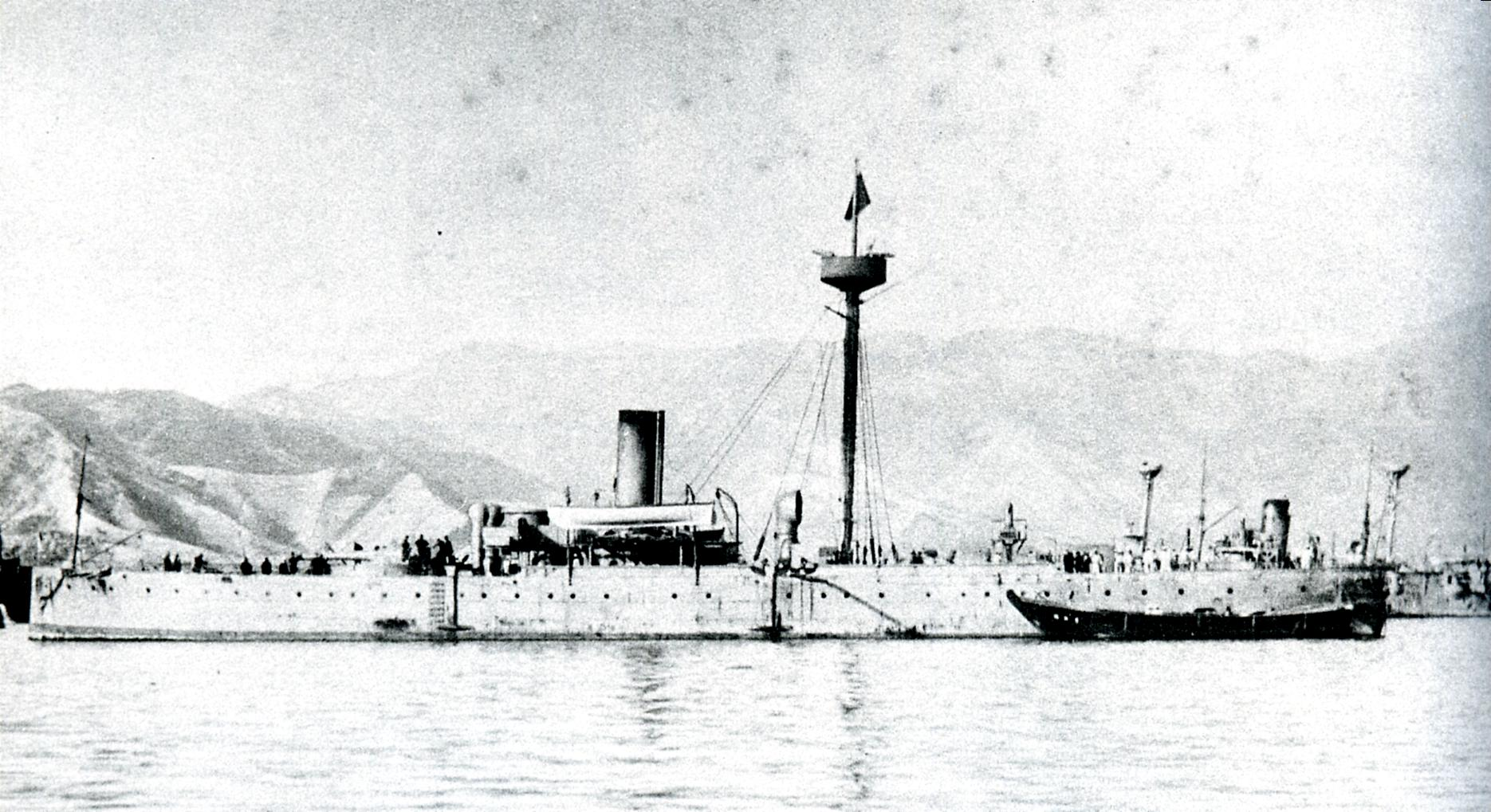
済遠

- 別働隊（北東遠方に遊弋）
  - 巡洋艦:平遠（菅帯：李和(清の軍人)）
  - 防護巡洋艦:広丙（菅帯：程璧光）
  - 水雷艇:福龍（菅帯：蔡廷幹）、第一号

- 平遠
- 広丙
- 福龍

## 損害

### 日本
- 大破
  - 巡洋艦「松島」、コルベット艦「比叡」、砲艦「赤城」、仮装巡洋艦「西京丸」
  - その他、巡洋艦「吉野」などで損傷あり

- 戦死
  - 坂元八郎太少佐以下90名が戦死、208名が負傷
- 被弾131発

### 清国
- 沈没
  - 巡洋艦「経遠」「致遠」「超勇」
- 座礁による損失
  - 巡洋艦「広甲」「揚威」

その他残存艦艇も多くが被弾損傷
- 戦死
  - 林永升、鄧世昌以下628名、210名が負傷
- 被弾　700発以上